# Branko Milanović
Branko Milanović (en serbi ciríl·lic: Бранко Милановић, [brǎːŋko mǐlanoʋitɕ]), nascut el 24 d'octubre de 1953 a Belgrad, República Socialista de Sèrbia), és un economista serbi-americà. És conegut pel seu treball en la distribució de la renda i la desigualtat. És professor d'economia al Graduate Center de la Universitat de Nova York. També imparteix classes a la London School of Economics, i ha treballat al Carnegie Endowment for International Peace a Washington, a la Universitat de Maryland, al Luxembourg Income Studies i a la Paul H. Nitze School of Advanced International Studies de la Johns Hopkins University. Va ser també economitsa en cap del departament de recerca del Banc Mundial. Des de 2019 és professor associat a l'Institut Barcelona d'Estudis Internacionals.

## Selecció d'obres publicades
- Liberalization and Entrepreneurship. Dynamics of Reform in Socialism and Capitalism, 1989. M.E. Sharpe.
- Income, Inequality, and Poverty during the Transition from Planned To Market Economy. 1998. World Bank.
- Income and Influence. 2003. Upjohn Institute (amb Ethan Kapstein)
- Poverty and Social Assistance in Transition Countries. 1999. St. Martin's Press (amb Christiaan Grootaert i Jeanine Braithwaite)
- Worlds Apart. Measuring International and Global Inequality. 2005. Princeton/Oxford.
- The Haves and the Have-Nots: A Brief and Idiosyncratic History of Global Inequality, 2010, Basic Books, New York.
- Global inequality: A New Approach for the Age of Globalization, 2016, Harvard University Press.
- Capitalism, Alone: The Future of the System That Rules the World, 2019, Harvard University Press.